# Figure of Six
Figure of Six ist eine italienische Band aus Cesena.

## Geschichte
Figure of Six wurde 2003 gegründet. Im selben Jahr wurde ihr erstes Album Step One aufgenommen, welches dann 2005 unter Copro Records veröffentlicht wurde.
2006 trat Emanuele Pagani als Schlagzeuger bei und ersetzte Andrea Miserocchi. Im September 2006 gingen sie auf ihre erste Tournee nach England und Wales. Im Oktober 2006 veröffentlichen sie den Videoclip zu ihrer ersten Single Go Away. 2007 verließ DJ Simone Bocchini die Band.
Im April 2008 erschien ihr zweites Album, Aion durch Locomotive Records. Im Jahr 2009 machte die Band mehrere italienische Tourneen. 2009 wurde ihr zweiter Videoclip Morning Star veröffentlicht. Im selben Jahr traten sie beim Ethernity Of Rock Festival mit Die Apokalyptischen Reiter auf.
2010 trennten sich Figure of Six von ihrem Sänger Giacomo Lavatura, der durch Enrico Scutti ersetzt wurde. Im selben Jahr wurde der Schlagzeuger Pagani durch Antonio Aronne ersetzt.
2011 unterzeichneten Figure of Six bei Tiefdruck-Musik und nahmen mit Unterstützung von Tue Madsen, dem Produzenten von Sick of It All, The Haunted, Dark Tranquillity, Mnemic, Raunchy, ihr drittes Album Brand New Life auf. Im gleichen Jahr tourten sie durch Deutschland in Hamburg, Düsseldorf und Köln.
2012 gingen sie auf Osteuropa-Tournee und traten in Russland und der Ukraine auf. 2013 erschien auch ihr dritter Videoclip Brand New Life. Im Juli 2013 gingen sie in Lettland Rocket to Latvia auf Tour. Im April 2014 veröffentlichte die Band den Videoclip zu ihrer Single My perfect Day. 2014 trennte sich Figure of Six von dem Sänger Enrico Scutti; Nachfolger wurde Alessandro "HELL" Medri.
Die Band begann neue Songs zu schreiben und trat mit Engel beim KRock U Maybutne Festival in Cherson in der Ukraine auf. 2016 beendete die Band das Schreiben des Albums und ging ins Studio.
2017 unterzeichneten Figure of Six bei Bleeding Nose Records und nahmen mit Unterstützung des Produzenten Andreas Magnusson (This or the Apocalypse, Born of Osiris, Despised Icon) ihr drittes Album Welcome to the Freak Show auf. Im selben Jahr wurden ihre Videoclips The Mirror's Cage und Clown veröffentlicht. Im Oktober 2017 verließ der Gitarrist und Gründer der Band Peter Cadonici, die Band. Im Dezember desselben Jahres beschlossen Figure of Six, die bereits für Juni geplante Tournee in England, der Schweiz und Belgien zu beginnen.
Im Laufe der Jahre hatten Figure of Six Tourneen und Auftritte mit bekannten Bands wie The Dillinger Escape Plan, Destruction, Slowmotion Apocalypse, Engel, Poison the Well, Dry Kill Logic, Panic Cell, Hatesphere, Dreamshade, Die Apokalyptischen Reiter und Extrema.

## Diskografie
- 2005: Step One
- 2008: AION
- 2014: Brand New Life
- 2017: Welcome to the Freak Show

## Videoclips
- 2006: Go Away
- 2009: Morning Star
- 2011: Brand New Life (live in Colonia)
- 2014: My Perfect Day
- 2016: The Weak One
- 2017: The Mirror's Cage
- 2017: Clown